# Ligue italique
Pour les articles homonymes, voir Ligue.
Ne doit pas être confondu avec Ligue de Venise.
La ligue italique est une alliance conclue à Venise le 30 août 1454 entre la république de Venise (la Sérénissime), le duché de Milan et la république de Florence. Cette ligue faisait suite à la paix de Lodi signée quelques mois plus tôt (avril 1454).
Proclamée solennellement le 2 mars 1455 avec l'adhésion du pape Nicolas V (1447-1455), d'Alphonse V d'Aragon, alors roi des Deux-Siciles, et de souverains d'États de moindre importance, elle mettait l'accent sur l'aide réciproque en cas d'atteinte à l'intégrité d'un des États-membres et prévoyait une trêve de vingt-cinq ans entre les puissances italiennes signataires, qui s'engageaient à respecter les frontières établies.
Cette trêve de 25 ans subira une faille avec la conjuration des Pazzi et, par la suite, avec la conjuration des Barons et la guerre de Ferrare.
Les accords de défense de cette ligue serviront de base à la ligue de Venise, coalition anti-française de 1495.